# Єврейський привілей Отокара ІІ

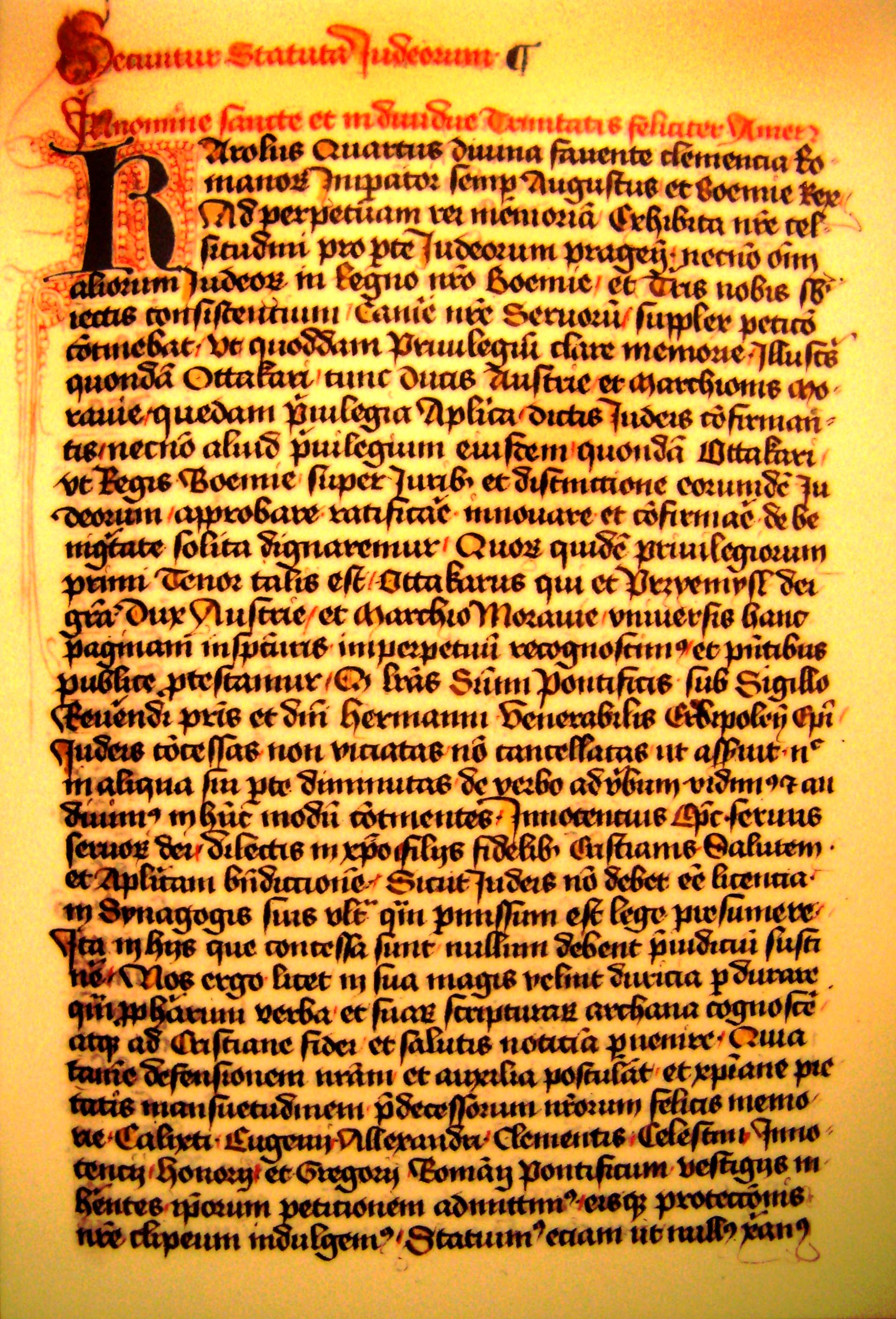
Копія привілею 1356 року, затвердженого Карлом IV.

Єврейський або Юде́йський привіле́й (чеськ. Privilegium Židovský) — грамота богемського короля Отокара II Перемисловича від 29 березня 1254 року. Надавала чеським юдеям широкі права на території Богемського королівства, а також інтегрувала їх до станового суспільства Богемії. Зокрема, юдеї отримали свободу пересування і дозвіл на лихварювання, були зрівняні у правах з християнами у кримінальних справах; заборонялося зводити кривавий наклеп на юдеїв і оскверняти  юдейський цвинтар; суперечки між самими юдеями вирішував особисто король або уповноважений намісник тощо. Видана за зразком указу австрійського герцога Фрідріха II Бабенберзького 1244 року і юдейських статей угорського короля Бели IV 1251 року. Королі після Отокара ІІ неодноразово підтверджували чинність привілею на території Чеських земель аж до 1848 року.

## Назва
- Юде́йський привілей (лат. Privilegium Iudeorum, чеськ. Privilegium Židovský) — назва у чеській історіографії[3][4].
- Юде́йський статут (лат. Statuta Judaeorum) — назва у чеській історіографії за назвою копії 1356 року[5].

У деяких джерелах називається грамотою, або хартією.

## Історія

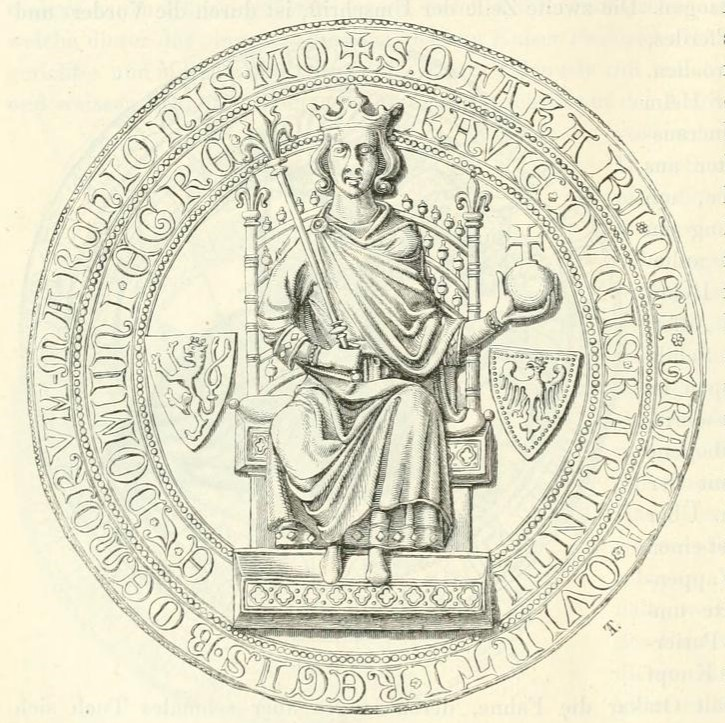
Печатка Отокара ІІ

Точна дата створення привілею невідома. Оригінал документа не зберігся і його текст відомий лише з пізніших копій-списків, які підтверджували оригінал. Текст, опублікований королем та імператором Карлом IV Люксембурзьким в 1356 році, вказує на 29 березня 1254 року як час створення оригіналу привілею. Ця дата прийнята традиційною історіографією. Проте титулатура короля Отокара ІІ, зазначена у документі, використовувалася цим правителем лише у 1262–1269 роках. Через це історик Я. Захова датує оригінальний привілей 1262 роком.
Привілей Отокара ІІ створений за зразком привілея австрійського герцога Фрідріха II Бабенберзького 1244 року і юдейських статей угорського короля Бели IV 1251 року. Так, богемський привілей у багатьох місцях буквально збігається із австрійським
Вважається, що Отакар II видав привілей у Відні. Він був чинним на всій території Богемського королівства, включаючи Моравське маркграфство, а також Австрійське і Штирійське герцогства. Пізніше Отокар підтверджував чинність цього документа в 1255 році в Кромержижі та в 1268 році в Брно.
Жидівський привілей також підтвердив син Отокара, король Венцеслав II на початку свого правління, на прохання євреїв Знойма
Після смерті Венцеслава III у Богемії був період нестабільності і юдейське населення перебувало в стані правової невизначеності.
1311 року король Йоганн Люксембурзькій підтвердив юдеям усі існуючі права, але привілей Отокара ІІ прямо не згадувася. Тим не менш, король дотримувався принципів привілею, про що свідчить подальше монарше правління.
30 вересня 1356 року привілей підтвердив король Карл IV, а 1393 — його син Венцеслав IV.

## Оригінал і копії
Оригінал привілею втрачено. Копія міститься в підтвердженні привілеїв юдеям імператора Карла IV від 1356 року, виданому в Штауфі. Це підтвердженя записане у найдавнішому юридичному рукописі архіву міста Праги початку XV ст., на сторінці 259. Пізнішу копію можна знайти в іншому юридичному рукописі з XV ст. того ж архіву на сторінці 139.
Більшість сучасних публікацій базуються на копії 1356 року.

## Положення
- юдеї отримали право безперешкодно пересуватися по всій країні[1];
- вбивсто юдея прирівнювалося до вбивста християнина (майно убивці переходило до королівського скарбу)[1];
- християнин, який поранив юдею, мусив заплатити штрав 12 марок золотом королю, 12 марок сріблом юдею і оплатити йому лікування[1];
- викрадення юдейських дітей прирівнювалося і каралося як крадіжка[1];
- за осквернення юдейського цвинтаря (Празького) — смертна кара, за осквернення синагоги — штраф на користь «єврейського судді»[1];
- заборонялося зводити кривавий наклеп на юдеїв[1];
- у випадку судового позову християнина до юдея, покази першого мусив підтвердити свідок-юдей[1];
- заборонялося викликати юдеїв до суду з майнових справ під час юдейських свят[1];
- суперечки між самими юдеями вирішував особисто король або уповноважений намісник[1];
- юдеї отримали право на лихварство: позичати гроші під відсотки, беручи під заставу будь-що, окрім церковного начиння, закривавленого чи мокрого одягу[1].
- юдеї отримали право безмитно перевозити покійників по країні[1].

## Цікаві факти
- У документі вперше згадується наявність у Празі юдейського цвинтаря[12]

### Монографії. Статті
- Bretholz, Bertold. Quellen zur Geschichte der Juden in Mähren von XI. bis zum XV. Jahrhundert (1067–1411). Prag: Taussig u. Taussig, 1935. S. 7.
- Sedlar, Jean W. East Central Europe in the Middle Ages, 1000-1500. University of Washington Press, 2013.
- Zachová, Jana. Un privilege de Přemysl Otokar II. // Judaica Bohemiae. 1978, 14/2, s. 71–74.